# جزیره ژانتی
جزیره ژانتی (روسی: Остров Жанне́тты، آوانگاری Ostrov Zhannetty) یک جزیره در شمال استان یاقوتستان کشور روسیه است.